# Città del Bahrein

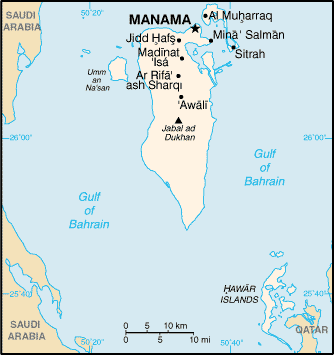
Mappa del Bahrein

Lista di città del Bahrein.

## Città principali

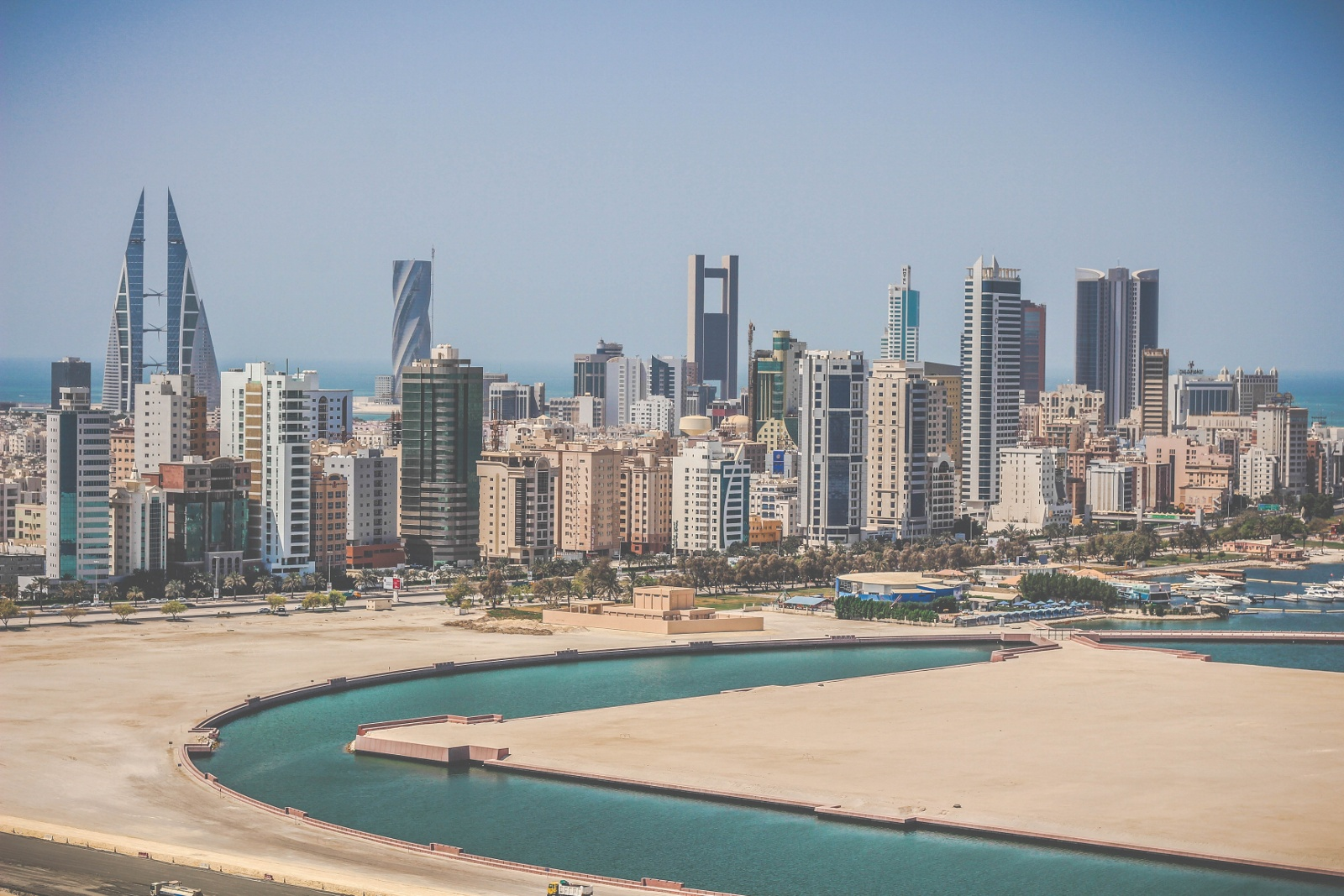
Manama

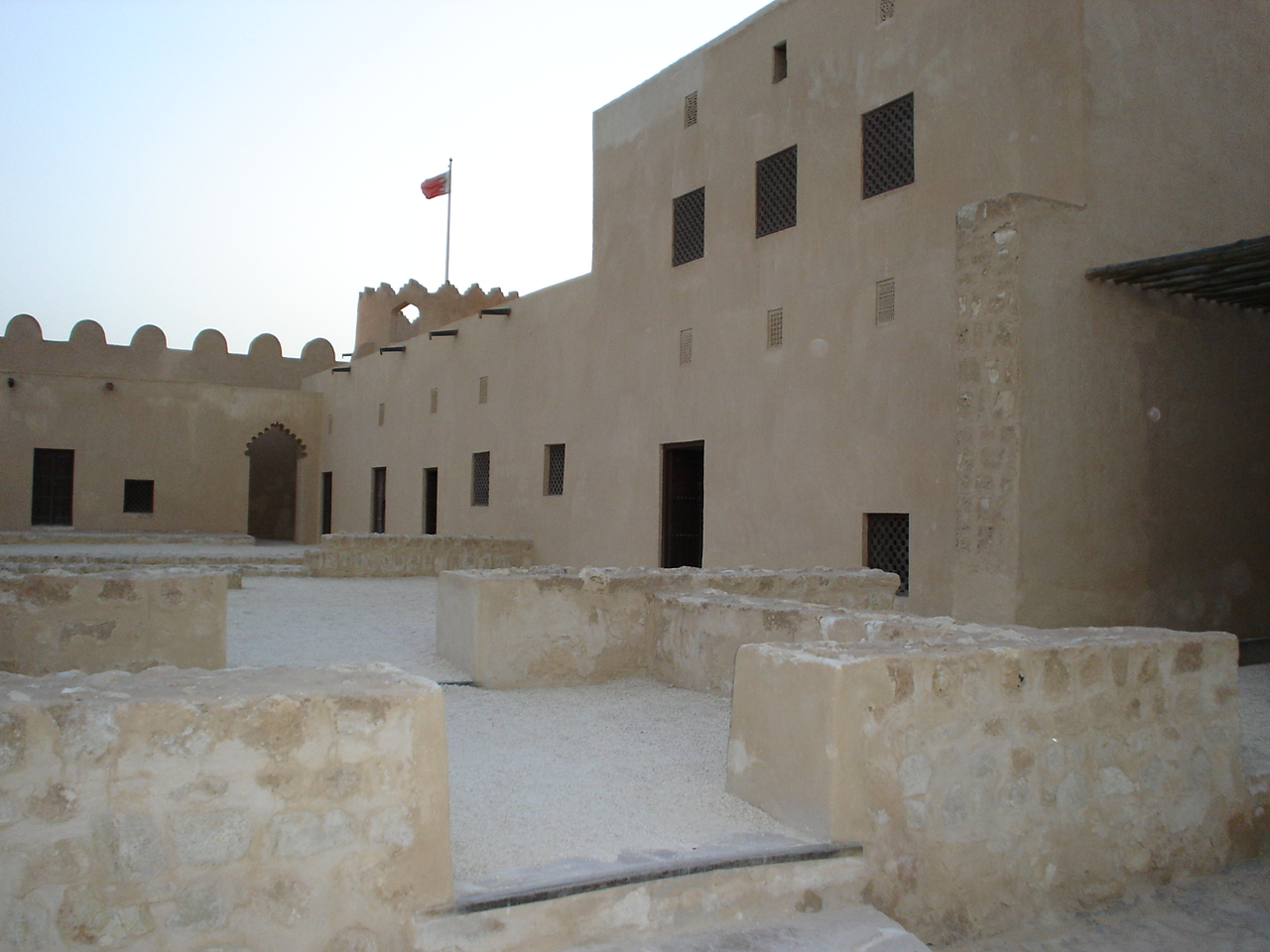
Riffa

Lista delle prime dieci città:
1. Manama - 154,700
2. Riffa - 111,000
3. Al Muharraq - 98,800
4. Madinat Hamad - 57,000
5. A'ali - 51,400
6. Madinat 'Isa - 39,800
7. Sitra - 60,100
8. Budaiya - 33,230
9. Jidd Haffs  - 32,600
10. Malkiya  - 14,800

## Altre città
- Al-Budayyi'
- Jidd Haffs
- Al-Malikiyah
- Adliya
- Sanabis
- Tubli
- Al Seef
- Saar
- Mahooz
- Al Dur
- Hoora
- Gudaibiya
- Al Hidd
- Sar
- Bani Jamrah
- Juffair
- Amwaj
- Basaiteeen
- Samaheej

## Governatorato Settentrionale
- Budaiya
- Jasra
- Boori
- Hamala
- Dumistan
- Karzakan
- Malikiya
- Sadad
- Shahrakan
- Dar Kulaib
- Hamad Town
- Zallaq
- Umm an Nasan
- Umm as Sabaan
- Jidda Island
- Northern City
- Saar
- Al Markh
- Janabiya
- Diraz
- Bani Jamra
- Qurayya
- Abu Saiba
- Shakhura
- Jid Al-Haj
- Jannusan
- Muqaba
- Barbar
- Khamis
- Jidhafs
- Al Musalla
- Tashan
- Abu Baham
- North Sehla
- South Sehla
- Buquwa
- Al Qala
- Hillat Abdul Saleh
- Meqsha
- Al Qadam
- Al Hajar
- Karrana